# Hr.Ms. Jacob van Heemskerck (1940)

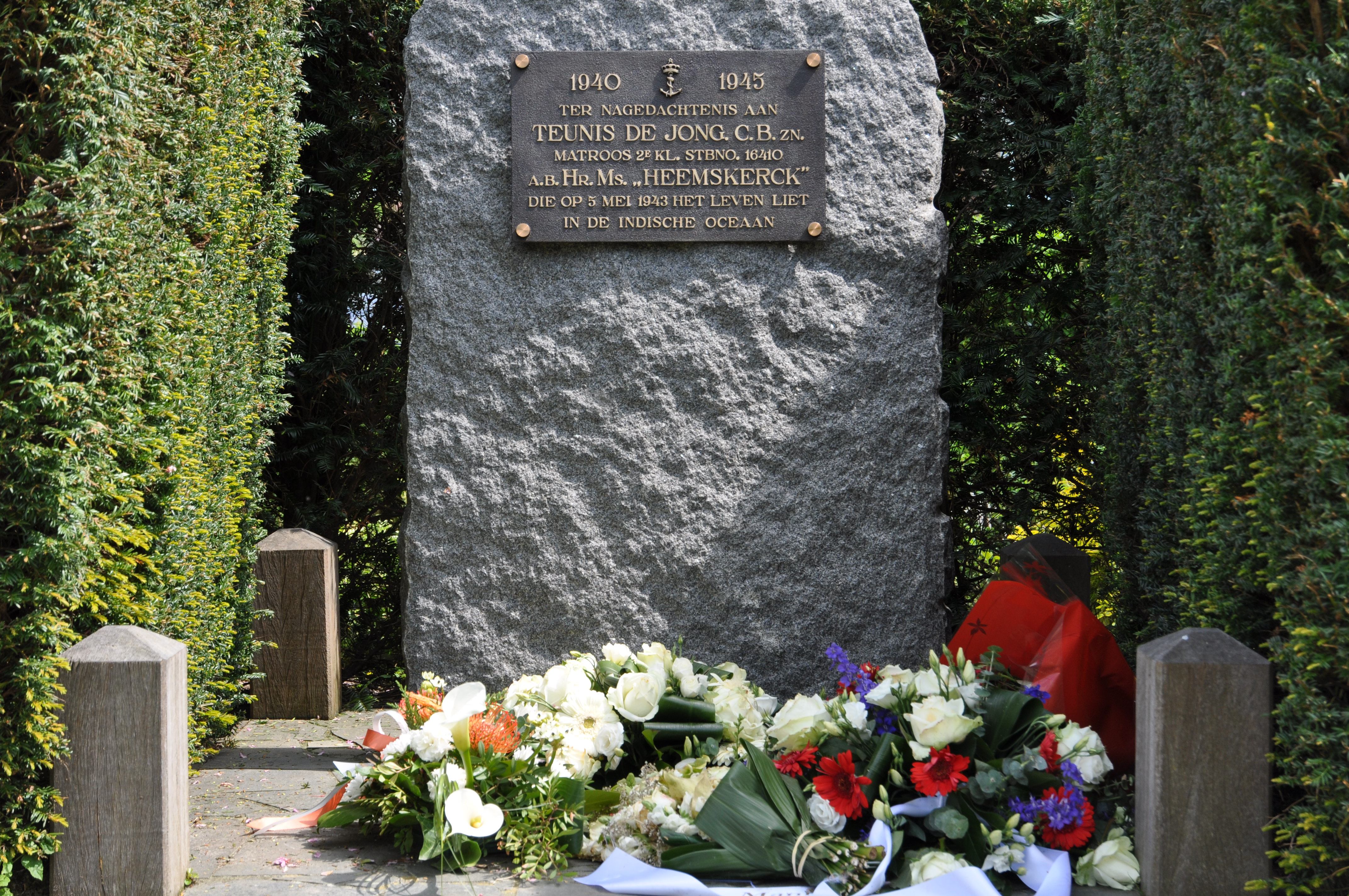
Gedenkteken in Linschoten ter nagedachtenis aan matroos Teunis de Jong

Hr.Ms. Jacob van Heemskerck (D 20, KL 1, KV 1, C 803, A 879) was een Nederlandse kruiser van de Trompklasse die genoemd was naar de 16e-eeuwse admiraal Jacob van Heemskerck.
Het schip is gebouwd door de Nederlandsche Scheepsbouw Maatschappij in Amsterdam en had tijdens de bouw het bouwnummer 274. De constructie, scheepsinrichting en uitrusting waren gelijk aan het zusterschip Hr.Ms. Tromp. De bouwkosten bedroegen 6.601.000 gulden. Op 21 oktober 1938 werd met de bouw aangevangen. Door de oorlogsdreiging werd in een hoog tempo gewerkt en de kruiser werd al op 16 september 1939 te water gelaten.

## DeJacob van Heemskercktijdens de Tweede Wereldoorlog
Tijdens de meidagen van 1940 was het schip nog in aanbouw. Het werd vervroegd op 10 mei in dienst genomen en door stuurman Jhr A. van Foreest (1901-1964) met 33 bemanningsleden van Amsterdam naar het Verenigd Koninkrijk gevaren omdat de aangewezen commandant (van Holthe) door de verwarde toestand op 10 mei niet op tijd op het schip kon zijn. In Portsmouth werd het schip verder afgebouwd, daarvoor werden onder meer de dieptebomrekken van de torpedoboten G 13 en G 15 gebruikt. Omdat er geen vuurleidingsystemen voor de Bofors-kanons beschikbaar waren in Engeland is het schip afgebouwd als luchtverdedigingskruiser.
Met een bemanning van circa 260 koppen escorteerde de Jacob van Heemskerck de kruiser Hr.Ms. Sumatra aan boord waarvan Prinses Juliana en haar twee dochters naar Halifax werden overgebracht. De overtocht duurde van 3 tot 11 juni 1940.
Op 28 november 1942 onderschepten de Australische cruiser HMAS Adelaide (onder kapitein James Claude Durie Esdaile) en de Heemskerck de Duitse runner Ramses in de Indische Oceaan, ongeveer 830 zeemijlen WZW van de NW Kaap van Australië (23°30'Z, 99°21'O). De Duitse bemanning bracht hun schip tot zinken voordat het in beslag werd genomen.
Op 5 mei 1943 raakte matroos Teunis de Jong overboord. De kruiser voer terug om hem te zoeken, maar De Jong kon niet worden gevonden. In Linschoten staat een gedenkteken ter nagedachtenis aan hem.
Op 1 oktober 1954 werd de kruiser uit de operatieve sterkte afgevoerd en tot immobiel schip verklaard. Drie jaar later werd de bewapening verwijderd, waarna het van eind september 1957 tot juli 1958 in Schiedam als logementschip fungeerde voor de bemanning van het vliegkampschip Hr. Ms. Karel Doorman tijdens de verbouwing. Daarna diende de voormalige kruiser nog in Den Helder ook als logementschip.
Op 20 november 1969 werd het schip uit de dienst genomen en op 27 februari 1970 uit de sterkte afgevoerd. De dienst der Domeinen verkocht het schip op 23 juni 1970 voor 696.700 gulden aan de firma Van Castricum & Co. gevestigd in Rotterdam, waarna het schip eind juli 1970 naar Alicante werd versleept voor de sloop.

## Commandanten
| Van               | Tot               | Naam                                                                    |
| ----------------- | ----------------- | ----------------------------------------------------------------------- |
| 10 mei 1940       | 14 mei 1940       | luitenant ter zee 1e klasse Jonkheer Arnold van Foreest (1901-1964)     |
| 14 mei 1940       | 30 april 1943     | kapitein-luitenant ter zee Jonkheer Edzard Jacob van Holthe (1896-1967) |
| 30 april 1943     | 27 mei 1944       | kapitein ter zee Willem Harmsen                                         |
| 27 mei 1944       | 15 september 1944 | kapitein ter zee Willem van den Donker (1893 - 1971)                    |
| 15 september 1944 | 15 oktober 1945   | kapitein-luitenant ter zee Jonkheer Gustaaf Alexander Berg              |